# Crux philologorum
Crux philologorum (łac. krzyż filologów, miejsce męki filologów), inaczej obelos, obelus, obelisk, dagger (pol. sztylet) – znak edytorski mający postać krzyżyka † albo podwójnego krzyża ‡. W języku znaczników HTML uzyskiwane są poprzez odwołania znakowe nazwane &dagger; (†) oraz &Dagger; (‡). W Unikodzie znaki te występują odpowiednio jako U+2020 oraz U+2021.

## Historia

Znak ten, zwany wówczas obelos (gr. ὀβελός „rożen”), wprowadzili w III wieku p.n.e. uczeni związani z Biblioteką Aleksandryjską. Jego dokładne znaczenie to współcześnie: stan przekazu nie pozwala na odtworzenie tekstu, jaki wyszedł spod ręki autora.

## Zastosowanie
Tradycyjnie stosowany w krytyce tekstu, głównie w filologii klasycznej, do zaznaczania takich miejsc w starożytnych tekstach, które według oceny wydawcy zostały w procesie transmisji nieodwracalnie zniekształcone.
Współcześnie występują również w wielu innych zastosowaniach, między innymi jako odnośniki tekstu w przypisach, w chemii do oznaczenia kompleksu aktywnego w teorii stanu przejściowego, w biologii do oznaczania gatunków wymarłych (np. Loxodonta exoptata †), w algebrze jako symbol sprzężenia hermitowskiego macierzy i w lingwistyce do oznaczania języków wymarłych.
W Unikodzie crux philologorum/dagger występuje w wersjach:
| Znak | Unicode | Kod HTML                          | Kod LaTeX                                                            | Nazwa unikodowa         | Nazwa polska           |
| ---- | ------- | --------------------------------- | -------------------------------------------------------------------- | ----------------------- | ---------------------- |
| †    | U+2020  | &dagger; lub &#x2020; lub &#8224; | \dag (od LaTeX2e) lub \dagger lub \textdagger                        | DAGGER                  | sztylet                |
| ‡    | U+2021  | &Dagger; lub &#x2021; lub &#8225; | \ddag                                                                | DOUBLE DAGGER           | podwójny sztylet       |
| ⸶    | U+2E36  | &#x2E36; lub &#11830;             |                                                                      | DAGGER WITH LEFT GUARD  | sztylet z lewą osłoną  |
| ⸷    | U+2E37  | &#x2E37; lub &#11831;             |                                                                      | DAGGER WITH RIGHT GUARD | sztylet z prawą osłoną |
| ⸸    | U+2E38  | &#x2E38; lub &#11832;             | \rotatebox{\dag} lub \rotatebox{\dagger} lub \rotatebox{\textdagger} | TURNED DAGGER           | obrócony sztylet       |